# Fehérfejű pipra
A fehérfejű pipra (Pseudopipra pipra) a madarak osztályának verébalakúak (Passeriformes) rendjébe és a piprafélék (Pipridae) családjába tartozó Pseudopipra nem egyetlen faja.

## Rendszerezése
A fajt Carl von Linné svéd természettudós írta le 1758-ban, a Parus nembe Parus pipra néven. Besorolása vitatott, egyes szervezetek a Pipra nembe sorolják Pipra pipra néven, mások a Dixiphia nembe sorolják Dixiphia pipra néven.

## Alfajai
- Pseudopipra pipra anthracina (Ridgway, 1906)
- Pseudopipra pipra minima (Chapman, 1917)
- Pseudopipra pipra bolivari (Meyer de Schauensee, 1950)
- Pseudopipra pipra unica (Meyer de Schauensee, 1945)
- Pseudopipra pipra coracina (P. L. Sclater, 1856)
- Pseudopipra pipra occulta (J. T. Zimmer, 1936)
- Pseudopipra pipra pipra (Linnaeus, 1758)
- Pseudopipra pipra discolor (J. T. Zimmer, 1936)
- Pseudopipra pipra pygmaea (J. T. Zimmer, 1936)
- Pseudopipra pipra comata (Berlepsch & Stolzmann, 1894)
- Pseudopipra pipra microlopha (J. T. Zimmer, 1929)
- Pseudopipra pipra separabilis (J. T. Zimmer, 1936)
- Pseudopipra pipra cephaleucos (Thunberg, 1822)[2]

## Előfordulása
Costa Rica, Panama, Brazília, Ecuador, Kolumbia, Francia Guyana, Guyana, Peru, Suriname és Venezuela területén honos. A természetes élőhelye szubtrópusi és trópusi síkvidéki és hegyi esőerdők. Állandó, nem vonuló faj.

## Megjelenése
Testhossza 10 centiméter, testtömege 11 gramm. A felnőtt hím feje teteje fehér, tollazata sötétkék. A tojó feje kékesszürke, tollazata olívzöld.
|  |  |

## Életmódja
Gyümölcsökkel és rovarokkal táplálkozik.

## Külső hivatkozás
- Képek az interneten a fajról
- Internet Bird Collection (Dixiphia pipra)- videók a fajról